# Jeneček (odbočka)
Jeneček (nebo též Odb Jeneček) je odbočka, která se nachází v km 16,201 trati Praha-Bubny - Rakovník, odbočují z ní tratě do Podlešína a Rudné u Prahy. Odbočka umožňovala rovněž přímou bezúvraťovou jízdu od Středokluk do Rudné u Prahy a opačně (nadjíždí trať Jeneč–Hostivice), tato spojka je však již řadu let nesjízdná. Odbočka se nachází na katastrálním území Litovice (část města Hostivice) u někdejší samostatné obce Jeneček.

## Historie
Původně v místě odbočky Jeneček bylo jen mimúrovňové křížení dvou drah: Buštěhradské dráhy (úsek Hostivice–Jeneč vedený spodem) a Pražsko-duchcovské dráhy (úsek Rudná u Prahy – Středokluky vedený vrchem). Odbočka Jeneček byla dána do provozu v listopadu 1944, kdy byla otevřena spojka z Jenečku na trať ve směru na Středokluky. Rameno odbočky z Jenečku směrem na Rudnou, tj. k pozdější zastávce Hostivice-U hřbitova bylo zprovozněno 4. května 1947. Ihned poté však byla opuštěna původní trasa Pražsko-duchcovské dráhy vedená na mostu nad tratí Praha–Kladno, v roce 1956 ale byla tato trasa opět obnovena. V rámci výstavby nového pražského letiště, kterému překážela trasa Jeneček-Středokluky, byla v tomto směru od jízdního řádu 1961/1962 zavedena náhradní autobusová doprava. Mezitím probíhala výstavba tohoto úseku v nové poloze, která byla postavena až k Jenči téměř souběžně s tratí na Kladno.

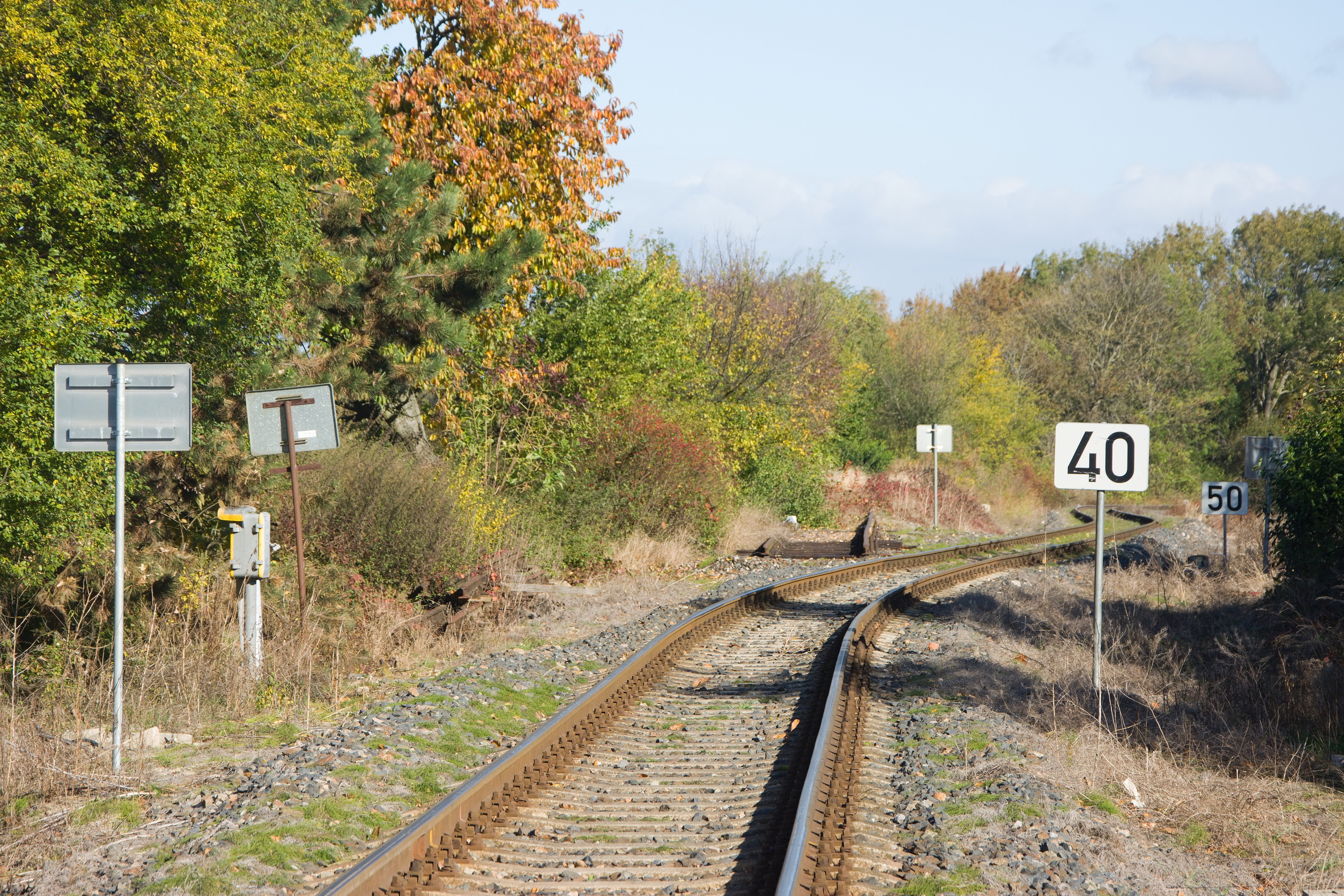
Místo někdejšího napojení spojky (snesená výhybka č. 5) u bývalého stavědla č. 1 odbočky

Provoz v úseku Odb Jeneček – Středokluky byl z důvodu havarijního stavu svršku zastaven 1. ledna 1993. Na základě požadavku společnosti Letiště Praha byla trať v roce 2006 opravena pro zajištění variantní trasy pro železniční dopravu leteckého paliva. Oprava trati mezi odbočkou a Středoklukami probíhala od září do prosince 2006. I když byly zachovány výhybky pro jízdu po spojce od Středokluk do Rudné u Prahy, nebylo v tomto směru obnoveno zabezpečovací zařízení, takže jízda po spojce již nebyla možná. Po opravě trati byl provoz obnoven 18. prosince 2006.
V letech 2025–2028 se očekává zásadní přestavba odbočky v rámci modernizaci trati Praha-Ruzyně – Kladno. U odbočky by měla být zřízena nová zastávka Hostivice-Jeneček. Trať ve směru na Jeneč (stanice bude v nové poloze severně od té stávající) bude vedena v trase trati na Středokluky a bude zdvoukolejněna. Původní jednokolejný úsek Jeneček – Jeneč bude zrušen. Trať ve směru na Rudnou u Prahy by měla být zachována, předpokládá se obnovení spojky pro bezúvraťovou jízdu od Rudné na Středokluky (nově tedy na Jeneč). Za zastávkou Hostivice-Jeneček vznikne odbočení nově vybudované trati na letiště Václava Havla.

## Popis odbočky

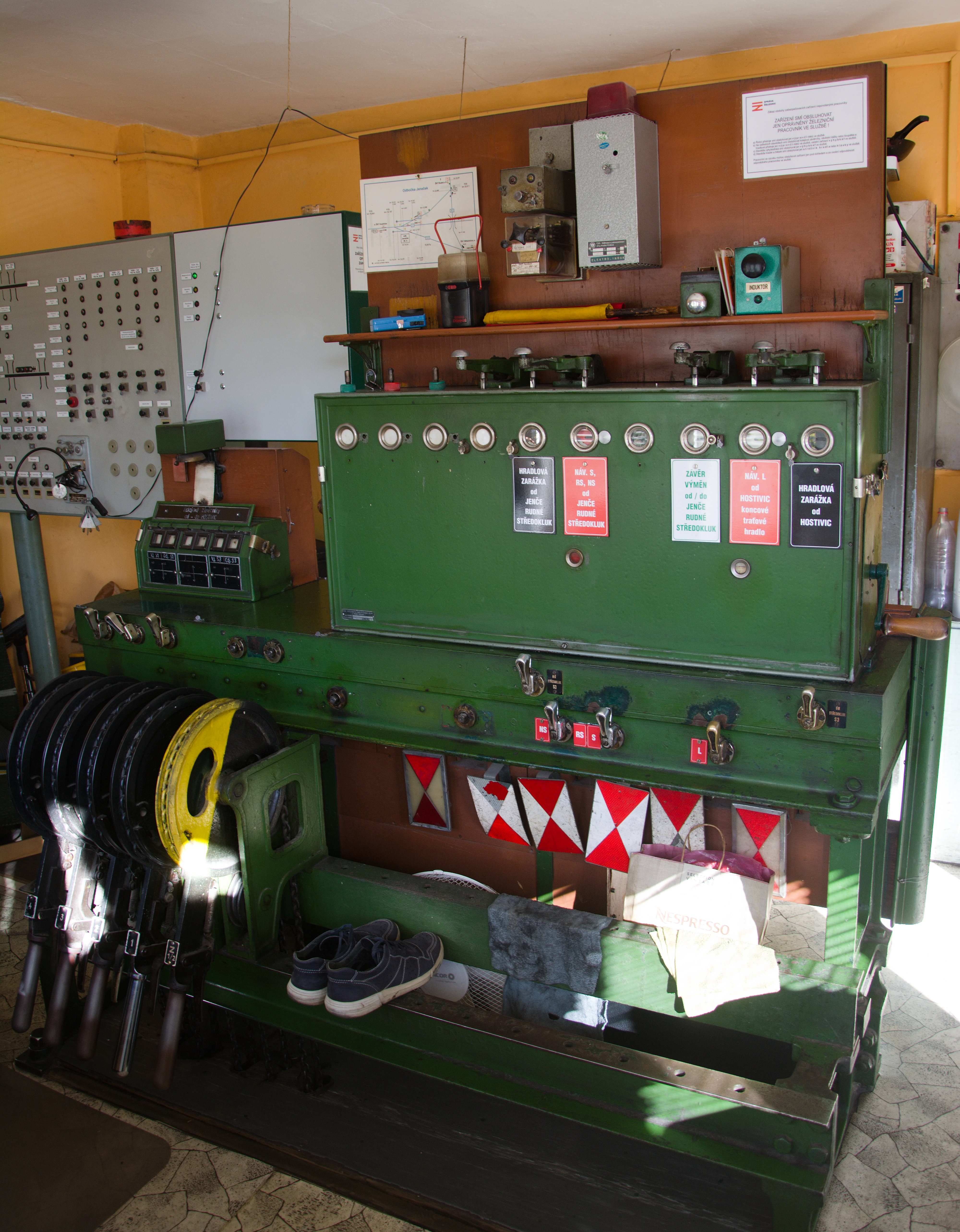
Hradlový přístroj na stavědle odbočky

Odbočka je ovládána místně výpravčím z dopravní kanceláře odbočky (někdejší stavědlo St. 3). Odbočka je vybavena elektromechanickým zabezpečovacím zařízením. Hradlový přístroj na stanovišti výpravčího odbočky je závislý na řídicím přístroji ve stanici Hostivice. V odbočce je šest výhybek, z toho čtyři jsou ovládány výpravčím mechanicky z dopravní kanceláře a dvě (č. 5 a 6 umožňující jízdu od Středokluk do Rudné u Prahy a opačně) pak pracovník dopravce. Zabezpečovací zařízení někdejšího stavědla St. 1 odbočky, umožňující jízdu po spojce, nebylo při opravě původně nesjízdné tratě Středokluky – Odb. Jeneček v roce 2006 obnoveno.
Jízda vlaků mezi odbočkou a stanicemi Středokluky a Jeneč je zajišťována telefonickým dorozumíváním, úsek směr Rudná u Prahy je vybaven automatickým hradlem bez oddílového návěstidla. Mezi Hostivicí a Jenečkem je instalován jednosměrný poloautomatický blok (jen pro tento směr), v opačném směru se jízda vlaků zajišťuje telefonickým dorozumíváním (telefonická nabídka a přijetí probíhá v obou směrech).
Na hostivickém záhlaví odbočky v km 16,197 se nachází železniční přejezd č. P17 (ulice Na samotě), který je vybaven světelným přejezdovým zabezpečovacím zařízením bez závor. Jeho spuštění je závislé na postavení vjezdových návěstidel odbočky.